# НТД-Индиго (баскетбольный клуб)
НТД-Индиго — азербайджанский профессиональный баскетбольный клуб. 

## История
Клуб образован в 2001 году. 
Основателями клуба являются Асим Аликишибеков и Бахрам Абдинов.
Команда носила название «НТД Девон Сервис». Название произошло от наименования американской нефтяной компании «Девон», известной ранее под названием «Пеннзойл», и «НТД сервис», российской транспортной компании, занимающейся грузовыми перевозками.
Затем сменила название на «НТД Баку». Базировалась в Баку.
В сентябре 2023 года сменила название на «НТД-Индиго», и переехала из Баку в Хачмаз.
Команда дебютировала в Первой лиге Азербайджана. После первого сезона завоевала право выступать в Высшей лиге.
Неоднократно становилась победителем чемпионата Азербайджана по баскетболу. Впервые чемпионство завоевала в сезоне 2001/2002. 
Затем, после трёхлетнего чемпионства «Qala», становилась чемпионом Азербайджана в пяти сезонах подряд с сезона 2006/2007 по 2010/2011.
В сезоне 2016/17 завоевала чемпионство Азербайджана в седьмой раз. 
Вновь становилась чемпионом с сезона 2016/2017 по 2018/2019, в течение трёх сезонов подряд.
В сезоне 2022/23 клуб занял третье место в чемпионате Азербайджана.
Перед сезоном 2023/24 один из лидеров команды Ширзад Ширзадов перешёл в «Сабах» на правах аренды. В команду вернулся Акпер Мамедов. В команду пришли 4 легионера, в том числе Джарред Смолл, перешедший из «Гянджи». В составе также выступали три игрока U16, Мурад Бабаев (U-18), Рашид Аббасов (U-20). Остался в команде Эльшад Ширзадов.  
30 марта 2025 года команда завоевала Кубок Азербайджана по баскетболу, в финале победив БК «Гянджа» (81:72).
Проводит домашние матчи в Хачмазском олимпийском спортивном комплексе.
Президентом клуба является Бахрам Абдинов.

## Текущий состав
| \| Поз. \| № \| Гражд. \| Имя \| Дата рождения (возраст) \| Рост \| Вес \| Звание \| \| ---- \| - \| ------ \| ---------------- \| ------------------------- \| ------ \| --- \| ------ \| \| \| 6 \| \| Акбер Мамедов \| 6 марта 1999 (26 лет) \| 200 см \| \| \| \| \| \| \| Мурад Бабаев \| 23 марта 2006 (19 лет) \| 183 см \| \| \| \| \| \| \| Джейлен Смит \| 27 июля 1999 (26 лет) \| 206 см \| \| \| \| \| 2 \| \| Кейлеб Боргес \| 15 февраля 2000 (25 лет) \| 191 см \| \| \| \| \| 7 \| \| Зайон Паттерсон \| 18 мая 2000 (25 лет) \| 200 см \| \| \| \| \| \| \| Линтон Браун \| 29 февраля 2000 (25 лет) \| 196 см \| \| \| \| \| 3 \| \| Даниэл Муди \| 15 августа 2000 (24 года) \| 201 см \| \| \| \| \| \| \| Гаджисамед Огуз \| 27 февраля 2008 (17 лет) \| 195 см \| \| \| \| \| \| \| Мухаммед Бази \| 10 ноября 2008 (16 лет) \| 190 см \| \| \| \| \| \| \| Квинтон Кемпбелл \| 12 сентября 1993 (31 год) \| 197 см \| \| \| | Главный тренер - Тахир Бахшиев Ассистенты тренера Легенда - (К) — Капитан команды Последнее изменение: 8 января 2025 года |                   |                  |                           |        |     |        |
| Поз. | № | Гражд.            | Имя              | Дата рождения (возраст)   | Рост   | Вес | Звание |
| | 6 | Флаг Азербайджана | Акбер Мамедов    | 6 марта 1999 (26 лет)     | 200 см |     |        |
| | | Флаг Азербайджана | Мурад Бабаев     | 23 марта 2006 (19 лет)    | 183 см |     |        |
| | | Флаг США          | Джейлен Смит     | 27 июля 1999 (26 лет)     | 206 см |     |        |
| | 2 | Флаг США          | Кейлеб Боргес    | 15 февраля 2000 (25 лет)  | 191 см |     |        |
| | 7 | Флаг США          | Зайон Паттерсон  | 18 мая 2000 (25 лет)      | 200 см |     |        |
| | | Флаг США          | Линтон Браун     | 29 февраля 2000 (25 лет)  | 196 см |     |        |
| | 3 | Флаг США          | Даниэл Муди      | 15 августа 2000 (24 года) | 201 см |     |        |
| | | Флаг Азербайджана | Гаджисамед Огуз  | 27 февраля 2008 (17 лет)  | 195 см |     |        |
| | | Флаг Азербайджана | Мухаммед Бази    | 10 ноября 2008 (16 лет)   | 190 см |     |        |
| | | Флаг США          | Квинтон Кемпбелл | 12 сентября 1993 (31 год) | 197 см |     |        |

## Достижения
- Чемпион Азербайджана 2001/02, 2006/07[7], 2007/08[8], 2008/09, 2009/10, 2010/11[9], 2016/17[1], 2017/18, 2018/19
- Обладатель Кубка Азербайджана по баскетболу 2025[6]

## Главные тренеры
- Тимур Изабакаров (2006)[10]

- Бахрам Абдинов (2007, 2008)[11][8]

- Тахир Бахшиев[12]